# Le Guislain
Le Guislain är en kommun i departementet Manche i regionen Normandie i norra Frankrike. Kommunen ligger i kantonen Percy som tillhör arrondissementet Saint-Lô. År 2022 hade Le Guislain 139 invånare.

## Befolkningsutveckling
Antalet invånare i kommunen Le Guislain
| Referens: INSEE |